# Phalanger (compilador)
Phalanger é um projeto criado na Universidade Charles em Praga e é suportada pela Microsoft. Ele compila o código fonte escrito na linguagem de script PHP para o CIL byte-code. Ele não busca geração de código nativo nem otimizações. O seu propósito é apenas compilar scripts PHP em assembly's .NET, unidades lógicas contendo código CIL e meta-dados.